# Bayerfilter
Een Bayerfilter is een regelmatig vierkant raster van kleurfilters voor rood, groen en blauw (RGB) dat gebruikt wordt voor digitale beeldsensoren in fotocamera's, videorecorders en scanners. Het is vernoemd naar de uitvinder hiervan Bryce E. Bayer van Eastman Kodak.